# Amtsärztlicher Dienst
Der Amtsärztliche Dienst des Gesundheitsamtes wird tätig in Erfüllung hoheitlicher Aufgaben im Auftrag von Behörden, Gerichten, öffentlich-rechtlichen Institutionen und vergleichbaren Einrichtungen.
Die gesetzlichen Grundlagen sind u. a. das Gesundheitsdienstgesetz, Bundes- und Landesbeamtenrecht, die Beihilfeverordnung, das  Sozialgesetzbuch, Tarifbestimmungen für den öffentlichen Dienst, das Heilpraktikergesetz sowie geltende Anzeige- und Meldepflichten.
Außer dem Gutachtendienst als wesentlicher Arbeitsbereich sind dem Amtsärztlichen Dienst in der Regel das Sachgebiet Medizinalaufsicht/Medizinalstatistik und die Überwachung des Leichen- und Bestattungswesens zugeordnet. Weiterhin obliegt diesem Bereich die Durchführung der Überprüfung der Antragsteller auf eine Erlaubnis als Heilpraktiker.

## Amtsärztlicher Untersuchungs- und Gutachtendienst
Erstellt werden personenbezogene Gutachten und Stellungnahmen, die in gesetzlichen Vorschriften gefordert werden:
Untersuchungen im Auftrag von Behörden
- Einstellungsuntersuchungen von Arbeitern, Angestellten und Beamten
- Beurteilung der Dienstfähigkeit von Beamten (Verbeamtung auf Lebenszeit, Beurteilung der Dienstfähigkeit bei Versetzung in den vorzeitigen Ruhestand aus Krankheitsgründen)[1]
- Beihilfe für Rehabilitationsmaßnahmen, ambulante Heilkuren und Sanatoriumsbehandlungen
- Adoption (Gesundheitszeugnis zum Ausschluss lebensverkürzender, psychischer oder Suchtkrankheiten von Adoptionsbewerbern)
- Begutachtungen nach dem Sozialgesetzbuch
- medizinische Notwendigkeit von Heil- und Hilfsmitteln sowie Heil- und Sanatoriumskuren
- Fahreignungsuntersuchungen
- Beurteilungen des Gesundheitszustands und der Reisefähigkeit bei Asylbewerbern
- Einschätzungen der Prüfungsfähigkeit
- Blutentnahmen bei Drogendelikten und Vaterschaftsbestimmungen

Untersuchungen im Auftrag von Gerichten (sofern kein Gerichtsärztlicher Dienst verfügbar)
- Verhandlungsfähigkeit
- Haftfähigkeit
- Arbeitsfähigkeit (als Auftrag von Familiengerichten)
- Betreuungserfordernis im juristischen Sinne

Untersuchungen auf Antrag von Privatpersonen
In Ausnahmefällen können Privatpersonen das Gesundheitsamt mit Untersuchungen in Anspruch nehmen:
- Bescheinigung der Notwendigkeit einer Kur zwecks steuerlicher Absetzbarkeit
- Studenten zwecks Erlass der Studiengebühr, bei Prüfungsunfähigkeit oder Verlängerung der Abgabefrist für Diplom- bzw. Abschlussarbeiten
- Bescheinigung der Verlängerung des Kindergeldbezugs für das Arbeitsamt

## Medizinalaufsicht/Medizinalstatistik
Die in einem Beruf des Gesundheitswesens selbständig Tätigen sind verpflichtet, die Aufnahme und Beendigung der Berufsausübung dem zuständigen Gesundheitsamt anzuzeigen. Überwacht werden die nicht in Kammern organisierten, staatlich geregelten Berufe des Gesundheitswesens, um die Bevölkerung vor Personen, die unerlaubt diese Berufe ausüben, zu schützen.
Im Rahmen der Medizinalaufsicht werden Personen überprüft, die berufs- oder gewerbsmäßig Tätigkeiten ausüben, die der Feststellung, Heilung oder Linderung von Krankheiten, Leiden oder Körperschäden beim Menschen dienen. Zur Ausübung solcher Tätigkeiten ist die Berufserlaubnis als Heilpraktiker erforderlich.

## Mortalitätsstatistik
Das Gesundheitsamt registriert und archiviert alle eingehenden Todesbescheinigungen, erteilt diesbezügliche Auskünfte und leitet die Informationen zur statistischen Auswertung an das Krebsregister weiter.

## Leichen- und Bestattungswesen
Das Gesundheitsamt hat darüber zu wachen, dass die Aufbahrung, Einsargung, Beförderung, Bestattung, Ausgrabung und Umbettung von Leichen gesundheitlich einwandfrei erfolgen und die geltenden Bestimmungen befolgt werden.
Zu kontrollieren ist die ordnungsgemäße Ausstellung der Totenscheine. Weiterhin obliegt dem amtsärztlichen Dienst die Vornahme einer zweiten Leichenschau vor einer Feuerbestattung (Kremationsleichenschau). Ebenso bedürfen Exhumierungen und Umbettungen der Überwachung und Genehmigung durch den zuständigen Amtsarzt.
Bei grenzüberschreitendem Transport von Leichen überprüft der Amtsarzt die ordnungsgemäße Einsargung und stellt den Leichenpass aus.